# Turan-Xah ibn as-Sàlih Ayyub
Turan-Xah ibn as-Sàlih Ayyub —àrab: توران شاه بن الصالح أيوب, Tūrān Xāh b. aṣ-Ṣāliḥ Ayyūb—, fou soldà del soldanat aiúbida de Damasc i del Soldanat aiúbida d'Egipte (1249-1250)
Després d'haver passat la seva vida a Mesopotàmia, on havia estudiat jurisprudència, lògica i teologia, però el seu avi al-Kàmil ibn al-Àdil s'havia adonat ràpidament que els seus estudis no corregirien la seva malaptesa i manca d'informació. Turan-Xah es trobava a Diyar Bakr i no sabia res d'Egipte quan fou cridat al Caire després de la mort del seu pare as-Sàlih Ayyub.
L'historiador al-Maqrizí el qualifica de ximple i, de fet, acumulà errors i ficades de pota des de la seva arribada al poder. Posa al comandament del soldanat als seus favorits que havia dut de Diyar Bakr i feu retirat als mamelucs, que havien posat al seu pare en el tron deu anys abans, i són els arquitectes de la resistència contra els croats que havien llançat la Setena Croada, encapçalats per Lluís IX de França a Mansura i la captura de l'exèrcit dels croats.
Aconseguí vèncer la batalla de Fariskur amb l'ajut de Bàybars I els croats, malalts i encerclats, es van haver de rendir i el mateix rei va haver de pagar 500.000 lliures de rescat, avançades per l'Orde del temple. Demostrant una inconsciència particularment estúpida, va amenaçar el cap dels mamelucs i va demanar a la seva madrastra Xàjar-ad-Durr qui li va permetre ascendir al tron, les terres que el seu pare li havia donat.

Un grup liderat per l'oficial mameluc Bàybars al-Bunduqdarí va decidir prendre mesures i el 2 de maig de 1250, després d'un banquet ofert pel sultà, els mamelucs bahrites van irrompre a la carpa on se celebrava el banquet. Turan-Xah va aconseguir aturar l'atac amb l'espasa, però va perdre diversos dits, i va fugir refugiant-se a una torre de fusta, a la que els mamelucs van calar foc, i Turan-Xah va saltar de la torre i córrer cap al riu, amb l'esperança d'escapar en un vaixell amarrat a la vora, però una pluja de fletxes li ho va impedir, i submergint-se en el Nil, va tornar a la vora perquè no sabia nedar. Capturat de nou, va ser massacrat sense pietat.